# Jaws (film)
Jaws (Engels voor kaken, Nederlandse titel: De zomer van de witte haai) is een Amerikaanse film uit 1975 naar het gelijknamige boek van Peter Benchley. De film werd geregisseerd door Steven Spielberg en won drie Oscars. Onder meer Roy Scheider, Robert Shaw, Richard Dreyfuss en Lorraine Gary speelden in de film.
Jaws was de eerste film die meer dan 100 miljoen dollar opbracht. In 1977 werd dit geëvenaard door Star Wars.
De film had onverwacht een grote impact: het cementeerde het beeld van de haai als mensendoder. De film wordt wereldwijd verantwoordelijk gehouden voor de vele angstige stereotypen over haaien. Zowel auteur Benchley als regisseur Spielberg gaf jaren later te kennen er spijt van te hebben de haai op die manier te hebben geportretteerd.

## Verhaal
Het verhaal gaat over sheriff Martin Brody van de fictieve badplaats Amity Island, die het strand sluit om badgasten te beschermen tegen de aanvallen van een witte haai. De gemeenteraad vindt echter dat het strand open moet blijven om geen badgasten (en daarmee "summer dollars") mis te lopen. Dit blijkt een onverstandige beslissing, want binnen een paar dagen worden nog eens twee badgasten aangevallen en gedood door de witte haai. De oudste zoon van de sheriff is betrokken bij een van deze incidenten, maar hij komt er met de schrik van af. Brody, zeebioloog Matt Hooper en de drinkende, ruige visser Quint gaan vervolgens op pad om de haai te vangen, voor de haai hen zelf of iemand anders vangt.

## Rolverdeling
| Acteur               | Personage                             |
| -------------------- | ------------------------------------- |
| Roy Scheider         | Sheriff Martin Brody                  |
| Robert Shaw          | Quint                                 |
| Richard Dreyfuss     | Matt Hooper                           |
| Lorraine Gary        | Ellen Brody                           |
| Murray Hamilton      | Burgemeester Larry Vaughn             |
| Carl Gottlieb        | Ben Meadows                           |
| Jeffrey Kramer       | Hulpsheriff Leonard 'Lenny' Hendricks |
| Susan Backlinie      | Christine 'Chrissie' Watkins          |
| Jonathan Filley      | Tom Cassidy                           |
| Ted Grossman         | Slachtoffer in het estuarium          |
| Chris Rebello        | Michael Brody                         |
| Jay Mello            | Sean Brody                            |
| Lee Fierro           | Mrs. Kintner                          |
| Jeffrey Voorhees     | Alex Kintner                          |
| Fritzi Jane Courtney | Mrs. Taft (onvermeld)                 |
| Alfred Wilde         | Harry Wiseman (onvermeld)             |

## Achtergrond

### Productie
De opnames werden gemaakt in Martha's Vineyard, Massachusetts.
De mechanische haai die voor de actiescènes werd gebruikt, werkte een groot deel van de tijd niet, waardoor Spielberg gedwongen werd om in veel scènes alleen de suggestie te wekken van de aanwezigheid van de haai zonder de haai daadwerkelijk in beeld te brengen. Dit (b)lijkt een van de oorzaken van het succes van Jaws te zijn geweest. De mechanische haai had van het productieteam de bijnaam Bruce gekregen. In veel haai-gerelateerde films wordt dit gegeven aangehaald, zoals bij de haai in de film Finding Nemo uit 2003. In een Brits programma over bekende horrorscènes noemde Spielberg zelf de haai the turd (Engels voor "drol") en bekende dat ze tijdens het filmen ergere bijnamen voor de haai hadden.

### Muziek
Ook de muziek van John Williams wordt gezien als oorzaak van het succes van de film. Volgens Spielberg is de muziek voor 50% bepalend voor de film, hoewel hij in het begin sceptisch was over de filmmuziek. Williams ontving hiervoor in 1976 een Oscar voor Beste Originele Filmmuziek. Het leidmotief is tegenwoordig synoniem voor naderend gevaar.

### Taglines
Voor de film werden vele taglines gebruikt. Een selectie:
- Don't go in the water.
- See it before you go swimming.
- The terrifying motion picture from the terrifying No. 1 best seller.
- She was the first.
- You'll never go in the water again!
- Amity Island had everything. Clear skies. Gentle surf. Warm water. People flocked there every summer. It was the perfect feeding ground.
- Do you like fish? Well, he likes you too...
- You yell shark, and we got a panic on our hands on the Fourth of July.
- When beaches open this summer, you will be taken by Jaws.

De uitspraak van Chief Brody "You're gonna need a bigger boat" werd na de film een term om aan te duiden dat de gekozen oplossing voor een bepaald probleem niet efficiënt is, en er naar een alternatief gezocht moet worden. Acteur Roy Scheider improviseerde deze zin bij de opnames.

### Opvolgers
Er waren drie opvolgers: Jaws 2 (1978), Jaws 3-D (1983) en Jaws: The Revenge (1987).
In 1995 werd een beruchte knock-off uitgebracht: Cruel Jaws. Hoewel deze film geen binding heeft met de officiële Jaws-films, wordt hij door sommigen wel als Jaws 5 bestempeld en ook wel als zodanig verkocht. In de film zijn fragmenten uit verschillende andere films (waaronder de eerste 3 Jaws-films) gemonteerd en ook zijn geluidsfragmenten uit Star Wars gebruikt.

## Prijzen en nominaties
| Jaar | Prijs                                              | Categorie                                                                       | Genomineerde(n)                                              | Uitslag     |
| ---- | -------------------------------------------------- | ------------------------------------------------------------------------------- | ------------------------------------------------------------ | ----------- |
| 1976 | Academy Award                                      | Beste filmmontage                                                               | Verna Fields                                                 | Gewonnen    |
| 1976 | Academy Award                                      | Beste muziek                                                                    | John Williams                                                | Gewonnen    |
| 1976 | Academy Award                                      | Beste geluid                                                                    | Robert L. Hoyt, Roger Heman Jr., Earl Madery, John R. Carter | Gewonnen    |
| 1976 | Academy Award                                      | Beste film                                                                      | Richard D. Zanuck, David Brown                               | Genomineerd |
| 1976 | Academy of Science Fiction, Fantasy & Horror Films | Golden Scroll                                                                   | Clark Ramsey                                                 | Gewonnen    |
| 1976 | Academy of Science Fiction, Fantasy & Horror Films | Outstanding Film Award                                                          | -                                                            | Gewonnen    |
| 1976 | Eddie Award                                        | Best Edited Feature Film                                                        | Verna Fields                                                 | Gewonnen    |
| 1976 | BAFTA Film Award                                   | Anthony Asquith Award for Film Music                                            | John Williams                                                | Gewonnen    |
| 1976 | BAFTA Film Award                                   | Beste acteur                                                                    | Richard Dreyfuss                                             | Genomineerd |
| 1976 | BAFTA Film Award                                   | Beste regisseur                                                                 | Steven Spielberg                                             | Genomineerd |
| 1976 | BAFTA Film Award                                   | Beste film                                                                      | -                                                            | Genomineerd |
| 1976 | BAFTA Film Award                                   | Beste montage                                                                   | Verna Fields                                                 | Genomineerd |
| 1976 | BAFTA Film Award                                   | Beste scenario                                                                  | Peter Benchley, Carl Gottlieb                                | Genomineerd |
| 1976 | BAFTA Film Award                                   | Beste filmmuziek                                                                | John R. Carter, Robert L. Hoyt                               | Genomineerd |
| 1976 | DGA Award                                          | Outstanding Directorial Achievement in Motion Pictures                          | Steven Spielberg                                             | Genomineerd |
| 1976 | Golden Globe                                       | beste originele muziek - film                                                   | John Williams                                                | Gewonnen    |
| 1976 | Golden Globe                                       | Beste regisseur - film                                                          | Steven Spielberg                                             | Genomineerd |
| 1976 | Golden Globe                                       | Beste film - drama                                                              | -                                                            | Genomineerd |
| 1976 | Golden Globe                                       | Beste scenario - film                                                           | Peter Benchley, Carl Gottlieb                                | Genomineerd |
| 1976 | Golden Screen                                      | -                                                                               | -                                                            | Gewonnen    |
| 1976 | Grammy Award                                       | Album of Best Original Score Written for a Motion Picture or Television Special | John Williams                                                | Gewonnen    |
| 1976 | People's Choice Award                              | favoriete film                                                                  | -                                                            | Gewonnen    |
| 1976 | WGA Award (Screen)                                 | beste drama afgeleid van een ander medium                                       | Peter Benchley, Carl Gottlieb                                | Genomineerd |
| 2001 | National Film Registry                             | -                                                                               | -                                                            | Gewonnen    |
| 2005 | Satellite Award                                    | Outstanding Overall DVD                                                         | -                                                            | Genomineerd |